# Monday Samuel
Samuel Monday Ayinoko Abu (sinh ngày 12 tháng 11 năm 1993), hay Monday Samuel, là một cầu thủ bóng đá người Nigeria thi đấu cho Landskrona BoIS ở vị trí tiền vệ.
| Câu lạc bộ          | Mùa giải            | Hạng đấu            | Giải vô địch | Giải vô địch | Cúp bóng đá Thụy Điển | Cúp bóng đá Thụy Điển | Tổng cộng | Tổng cộng |
| Câu lạc bộ          | Mùa giải            | Hạng đấu            | Số trận      | Bàn thắng    | Số trận               | Bàn thắng             | Số trận   | Bàn thắng |
| ------------------- | ------------------- | ------------------- | ------------ | ------------ | --------------------- | --------------------- | --------- | --------- |
| Ängelholms FF       | 2012                | Superettan          | 9            | 1            | 0                     | 0                     | 9         | 1         |
| Ängelholms FF       | 2013                | Superettan          | 16           | 3            | 2                     | 0                     | 18        | 3         |
| Ängelholms FF       | 2014                | Superettan          | 28           | 7            | 3                     | 1                     | 31        | 8         |
| Östersunds FK       | 2015                | Superettan          | 3            | 0            | 0                     | 0                     | 3         | 0         |
| Östersunds FK       | 2016                | Allsvenskan         | 1            | 0            | 0                     | 0                     | 1         | 0         |
| Tổng cộng sự nghiệp | Tổng cộng sự nghiệp | Tổng cộng sự nghiệp | 57           | 11           | 5                     | 1                     | 62        | 12        |